# Bătălia de la Inō
Bătălia de la Inō a fost o bătălie care s-a desfășurat în perioada Sengoku (secolul al XVI-lea) a Japoniei. Bătălia a avut loc în provincia Owari, aflată acum în Nishi-ku, Nagoya, între două forțe ale clanului Oda: șeful clanului Oda Nobunaga și fratele său Oda Nobuyuki, care, cu sprijinul lui Shibata Katsuie și Hayashi Hidesada, s-a răzvrătit împotriva lui Nobunaga.
Cei trei conspiraționiști au fost învinși în bătălia de la Inō, dar au fost grațiați după intervenția lui Tsuchida Gozen, mama lui Nobunaga și a lui Nobuyuki. În anul următor, însă, Nobuyuki a planificat din nou să se răzvrătească. Când Nobunaga a fost informat de acest lucru de către Shibata Katsuie, a pretins că este bolnav pentru a se apropia de Nobuyuki și l-a asasinat în castelul Kiyosu.